# Gospođince
Gospođince (cyr. Госпођинце) – wieś w Serbii, w okręgu pczyńskim, w gminie Preševo. W 2002 roku liczyła 41 mieszkańców.